# Marelvi
Marelvi Impex Rădăuți este o companie de distribuție de produse electrocasnice din România.
Compania aprovizionează 400 de magazine independente din România și are parteneriate cu retailerii Flanco, Dedeman, Cora și Auchan, eMAG, Baumax, Real sau Penny Market, dar și cu producători de mobilă specializați în domeniul produselor încorporabile, respectiv Romvitrine, Rovere, Mobili, Kuxa, Hof Interiors, Inova  și alții.
Compania are trei depozite pe piața locală, în Rădăuți, București, Deva și are în portofoliu un total de 40 de branduri.
În anul 2016 avea 100 de angajați.
Cifra de afaceri:
- 2016: 50 milioane euro
- 2015: 42 milioane euro
- 2014: 38 milioane euro
- 2013: 33 milioane euro
- 2012: 38 milioane euro [1]
- 2011: 38 milioane euro [3]
- 2009: 41 milioane euro [4]
- 2007: 50 milioane euro [5]
- 2006: 35 milioane euro [6]
- 2005: 30 milioane euro [7]
- 2004: 26 milioane euro [8]